# Gasificación integrada en ciclo combinado
La gasificación integrada en ciclo combinado o GICC es un sistema de producción de energía eléctrica que utiliza gas de síntesis para impulsar una turbina de gas, cuyo calor residual se aprovecha en una turbina de vapor mediante un ciclo combinado.

## Tecnología

Diagrama de funcionamiento de una central con GICC.

Es una tecnología que transforma el carbón en gas (gas de síntesis) a través de la gasificación. A continuación, elimina las impurezas del gas de hulla antes de ser quemado. De ello resulta una disminución de las emisiones de dióxido de azufre, partículas y mercurio. También se traduce en una mayor eficiencia en comparación con el sistema convencional de carbón pulverizado. Tiene una gran utilidad debido a la abundancia de carbón en distintas partes del mundo, y porque su precio se ha mantenido relativamente constante en los últimos años; el carbón se utiliza aproximadamente para el 50 % de las necesidades energéticas en países como Estados Unidos. Por lo tanto, la reducción de las emisiones que permite la tecnología IGCC puede ser importante en el futuro con las normas de emisión más estrictas debido a la creciente preocupación por los efectos de los contaminantes sobre el medio ambiente en el mundo. La reducción de la emisión de partículas contaminantes y de efecto invernadero a la atmósfera se lleva a cabo, entre otras tecnologías existentes en este tipo de centrales térmicas, mediante un capturador de dióxido de carbono. A continuación se muestra un diagrama de flujo esquemático de una planta de IGCC:

## Principio de funcionamiento

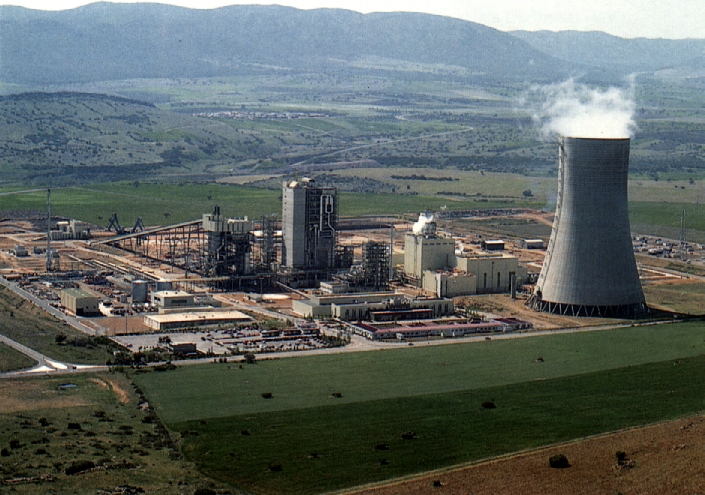
Central térmica de Elcogas, en Puertollano, primera instalación en España con tecnología GICC.

En un primer momento, el combustible es reducido a granos, y posteriormente inyectado en un gasificador, donde actúa con oxígeno y vapor de agua. Para evitar una combustión completa, el oxígeno no es abundante. Entonces tienen lugar varias reacciones: combustión parcial (sobre todo de monóxido de carbono), que rompe las moléculas del combustible mediante pirólisis, y la reacción con el vapor de agua, que produce monóxido de carbono e hidrógeno.
Producto de la gasificación, se obtiene un gas de síntesis que comprende las emisiones de CO, CO2, H2 y H2S. Este gas se enfría y se trata, el polvo se filtra, y el azufre es eliminado por absorción química. La ceniza de la gasificación también es tratada, lo que permite la recuperación de los metales pesados.
A continuación, el tratamiento de gas de síntesis se utiliza como combustible para la central eléctrica de ciclo combinado en sí: una o más turbinas de gas donde los gases de escape alimentan una caldera conectada a una turbina de vapor, que también recupera el calor de refrigeración de la gasificación.
Para la reducción de las emisiones de dióxido de carbono se puede incorporar a la central la tecnología de captura de CO2 (captura en postcombustión, precombustión y oxicombustión). Este tipo de tecnología reduce considerablemente las emisiones de dióxido de carbono, con el inconveniente de ser una tecnología muy cara.

## Centrales GICC
La tecnología GICC se encuentra en fase de prueba en todo el mundo. En España, la primera planta que ha aplicado el sistema es la Central térmica de Elcogas, en Puertollano, puesta en marcha en 1996. Tiene la posibilidad de gasificar diferentes tipos de carbón y coque de petróleo.